# Pejman Dorostkar
Pejman Dorostkar (* 18. August 1976) ist ein ehemaliger iranischer Ringer. Er war Olympiateilnehmer und mehrfacher Asienmeister im freien Stil im Welter- bzw. Mittelgewicht.

## Werdegang
Pejman Dorostkar begann 1988 im Alter von 12 Jahren mit dem Ringen. Er entwickelte sich dabei zu einem erstklassigen Freistilringer, der schon nach vier Jahren Training im Jahre 1992 an der Junioren-Weltmeisterschaft (Cadets = Altersgruppe bis 16 Jahre) in Istanbul teilnahm und dort im Weltergewicht eine Bronzemedaille gewann. Er gehörte einem der besten iranischen Ringervereine, dem Ringerclub Pas Teheran an. Im Laufe seiner Karriere hatte er im Verein und in der Nationalmannschaft eine ganze Reihe von Trainern. Die wichtigsten von diesen sind Reza Dorostkar, Ahmat Rezaei, Hassan Ghadiri, Reza Ghorbani, Mohsen Kaveh und Mansour Barzegar. Er studierte Sport.
Im Jahre 1994 startete Pejman Dorostkar bei der Junioren-Weltmeisterschaft (Juniors = Altersgruppe bis zum 18. Lebensjahr) in Budapest, verpasste dort aber mit dem 4. Platz im Weltergewicht knapp eine Medaille. Im Jahre 1994 startete er auch beim Großen Preis von Deutschland in Wiesental, konnte sich dort aber nicht im Vorderfeld platzieren, weil er nach einer Niederlage gegen Victor Peicov aus Moldawien frühzeitig ausschied.
Danach benötigte er im Iran einige Jahre, um sich auch bei den Senioren durchzusetzen. 1998 kam er zu seinem nächsten Einsatz bei einer internationalen Meisterschaft, der Weltmeisterschaft in Teheran. Ausgerechnet in seiner Heimatstadt verpasste er mit einem weiteren 4. Platz erneut eine Medaille. Allerdings platzierten sich mit Buwaissar Saitijew aus Russland, Moon Eui-jae aus Südkorea und Alexander Leipold aus Deutschland drei absolute Spitzenringer vor ihm, so dass sein 4. Platz wahrlich keine Schande war.
Im Jahre 2000 qualifizierte sich Pejman Dorostkar durch einen 2. Platz im Qualifikationsturnier in Mexiko-Stadt für die Teilnahme an den Olympischen Spielen in Sydney. In Sydney besiegte er zunächst den Mongolen Tümen-Öldsiin Mönchbajar, unterlag aber schon in seinem nächsten Kampf dem für Kasachstan startenden Russen Gennadi Lalijew. Nach dem damaligen Reglement musste er ausscheiden und belegte nur den 12. Platz. Nach heutigem Reglement hätte er, da Lalijew das Finale erreichte, weiterringen können und hätte noch eine Bronzemedaille gewinnen können.
Im Jahre 2001 wurde Pejman Dorostkar in Ulaanbaatar erstmals asiatischer Meister im Mittelgewicht, dem im Jahre 2003 in Neu-Delhi der zweite Titelgewinn bei dieser Meisterschaft folgte. Bei den Asien-Spielen 2002 in Busan kam er hingegen im Mittelgewicht nur auf den 5. Platz.
Bei weiteren internationalen Meisterschaften wurde Pejman Dorostkar, der im Iran in seiner Gewichtsklasse eine harte Konkurrenz hatte, nicht mehr eingesetzt. Er rang in den Jahren 2003/04, 2004/05 für den SV Siegfried Hallbergmoos und in der Saison 2005/06 für den Wacker Burghausen in der deutschen Bundesliga.

## Internationale Erfolge
| Jahr | Platz | Wettbewerb                                    | Gew.-Kl. | |
| 1992 | 3.    | Junioren-WM (Cadets) in Istanbul              | Welter   | hinter Vedat Kartal, Türkei u. Ruslan Dalajew, Russland, vor Petscho Kantschew, Bulgarien u. Karlio Makimi, USA                                                |
| 1994 | 4.    | Junioren-WM (Juniors) in Budapest             | Welter   | hinter Ruslan Jadinow, Russland, Kocha Eremadse, Ukraine u. Lazaros Loizidis, Griechenland, vor Yosmany Romero Rodríguez, Kuba                                 |
| 1998 | 4.    | WM in Teheran                                 | Welter   | hinter Buwaissar Saitijew, Russland, Moon Eui-jae, Südkorea u. Alexander Leipold, Deutschland, vor Tümen-Öldsiin Mönchbajar, Mongolei u. Marcin Jurecki, Polen |
| 1998 | 5.    | Asienspiele in Bangkok                        | Welter   | mit Siegen über Ruslan Welijew, Kasachstan u. Han Tae-kyun, Nordkorea u. Niederlagen gegen Moon Eui-jae u. Nurbek Isabekow, Kirgisistan                        |
| 1999 | 3.    | Weltcup in Spokane                            | Welter   | hinter Alexander Leipold u. Stephen Marianetti, USA, vor Walter Torrientes, Kuba u. Nicholas Ugoalah, Kanada                                                   |
| 2000 | 8.    | Olympia-Qualifikationsturnier in Minsk        | Welter   | Sieger: Gennadi Lalijew, Kasachstan vor Ruslan Kinchagov, Usbekistan u. Árpád Ritter, Ungarn                                                                   |
| 2000 | 2.    | Olympia-Qualifikationsturnier in Mexiko-Stadt | Welter   | hinter Nasir Gadžihanov, Mazedonien, vor Felix Polianidis, Griechenland u. Rodion Kertanti, Slowakei                                                           |
| 2000 | 12.   | OS in Sydney                                  | Welter   | mit einem Sieg über Tümen-Öldsiin Mönchbajar u. einer Niederlage gegen Gennadi Lalijew                                                                         |
| 2001 | 4.    | "Takhty"-Cup in Maschhad                      | Mittel   | hinter Feridon Ghanbaripisar, Iran, Lee Fullhart, USA u. Ahmad Shehkosteh, Iran                                                                                |
| 2001 | 1.    | Asienmeisterschaft in Ulaanbaatar             | Mittel   | vor Aslan Sanakoyev, Usbekistan u. Narantsetsegiin Bürenbaatar, Mongolei                                                                                       |
| 2002 | 5.    | Asienspiele in Busan                          | Mittel   | hinter Moon Eui-jae, Magomed Kuruglijew, Kasachstan, Schamil Alijew, Tadschikistan u. Aslan Sankoyev, Usbekistan                                               |
| 2002 | 1.    | Kanada-Cup in Guelph                          | Mittel   | vor Nicholas Ugoalah u. Carl Rainville, bde. Kanada u. Sergei Kolesnikow, Israel                                                                               |
| 2003 | 2.    | "Takhty"-Cup in Maschhad                      | Mittel   | hinter Feridon Ghanbaripisar, vor Majid Khodaei, bde. Iran |
| 2003 | 1.    | Asienmeisterschaft in Neu-Delhi               | Mittel   | vor Schamil Alijew, Magomed Kuruglijew u. Bujandelgeriin Batbajar, Mongolei                                                                                    |
| 2004 | 2.    | Kanada-Cup in Guelph                          | Mittel   | hinter Yoel Romero, Kuba, vor Greg Parker, USA u. Travis Cross, Kanada                                                                                         |
| 2004 | 1.    | Universitäten-WM in Łódź                      | Mittel   | vor Joshua Weitzel, USA, Sjamjon Sjamjonau, Weißrussland u. Sergei Kolesnikow                                                                                  |

Anm.: alle Wettbewerbe im freien Stil, Weltergewicht, bis 76 kg Körpergewicht, Mittelgewicht, bis 2001 bis 85 kg, ab 2002 bis 84 kg Körpergewicht